# 추밀원사
추밀원사(樞密院使)는 고려 시대 왕명(王命)의 출납(出納), 궁궐의 경호 및 군사 기밀(軍事機密) 따위에 관한 일을 맡아보던 관아의 종2품(從二品) 벼슬이다.
제25대 충렬왕(忠烈王) 1년(1275년)에 밀직사사(密直司使)로 이름을 고쳤다. 밀직부사라고도 한다.